# Johan Helmich Roman
Pour les articles homonymes, voir Roman.
Johan Helmich Roman est un musicien baroque suédois né le 26 octobre 1694 à Stockholm et mort le 20 novembre 1758 près de Kalmar à Lilla Haraldsmåla. Il est généralement considéré comme « le père de la musique suédoise ».

## Biographie
Roman est né à Stockholm, d'un père membre de la Chapelle Royale de Suède. Le nom de famille « Roman » provient peut-être de Rauma, localité finlandaise, dans la mesure où les ancêtres de la famille vécurent en Finlande.
Johan Helmich Roman reçoit probablement ses premières leçons de musique de son père. Il rejoint la Chapelle Royale en 1711 en tant que violoniste et hautboïste. Vers 1715, le roi accorde à Roman la permission d'aller étudier à l'étranger, et le jeune compositeur passe environ six ans à Londres. Il est presque certain qu'il étudie avec Johann Christoph Pepusch et Attilio Ariosti ; il rencontre Francesco Geminiani, Giovanni Battista Bononcini et surtout Georg Friedrich Händel, dont la musique lui fait une forte impression.
Roman rentre en Suède en 1721. Il est bientôt nommé maître adjoint de la Chapelle Royale, et six ans plus tard maître en chef de l'Orchestre Royal de Suède. Durant les années 1720, la vie de Roman est en grande partie dévolue à des activités d'organisation qui conduisent à une amélioration du niveau de la Chapelle, et, en 1731, aux premiers concerts publics en Suède. La seule œuvre publiée par Roman pendant cette période est un recueil de 12 sonates pour flûte traversière et basse continue (1727).
Marié en 1730, Roman est veuf quatre ans plus tard. En 1734, il quitte la Suède pour visiter l'Autriche, l'Angleterre, la France, l'Allemagne et l'Italie. Il rentre à Stockholm en 1737, apportant avec lui de la musique de divers compositeurs. Il se remarie en 1738. En 1740, il est élu membre de la toute nouvelle Académie royale des sciences. La carrière de Roman, jusqu'ici pleine de succès, prend un mauvais tournant au début des années 1740. La protectrice du compositeur, la reine Ulrique-Éléonore de Suède, meurt à la fin de 1741. En 1742, les activités de Roman sont gênées par des problèmes de santé. En 1744, Roman compose l'une de ses œuvres les plus fameuses, intitulée par la suite Drottningholmsmusicken : une suite pour orchestre composée pour le mariage du prince Adolphe Frédéric avec Louise-Ulrique de Prusse. Mais la princesse Louise-Ulrique avait d'autres préférences en matière musicale et la carrière de Roman en souffrit. Sa seconde femme meurt en 1744, laissant le compositeur avec cinq enfants.
En 1745, Roman démissionne de son poste de chef de la Chapelle Royale. La surdité apparue plus tôt progressait rapidement. Il s'installe à Haraldsmåla. Mis à part un voyage à Stockholm en 1751–52 pour diriger la musique funèbre de Frédéric Ier et l'accession au trône d'Adolphe Frédéric, Roman passe ses dernières années à traduire des traités théoriques et à adapter les textes sacrés en suédois. Il meurt à Lilla Haraldsmåla en 1758.
Après sa mort, son œuvre reste reconnue. À peine neuf ans après sa mort, l'Académie Royale des Sciences organise une cérémonie commémorative. On trouve des copies manuscrites d'œuvres de Roman jusque vers 1810.

## Œuvres

### Musique pour des fêtes
- Golovin-Musik, BeRI 1
- Drottningholmsmusik, BeRI 2

### Musique sacrées
13 cantates

### Œuvres instrumentales
- 23 symphonies
- 6 ouvertures
- 5 suites d’orchestre
- 2 concerti grossi
- 5 concertos pour violon
- 1 concerto pour hautbois d'amour (oboe d'amore), BeRI 53
- 17 sonates en trio
- 12 sonates pour flûte traversière et basse continue (sonate a flauto traverso, violone e cembalo, dédiées à Ulrika Eleonora, reine de Suède), BeRI 201-212.
- 1 sonate pour flûte et clavecin
- Morceaux pour clavier (12 suites et 12 sonates)
- Sonates pour violon et autres exercices
- Duos pour violon

### Œuvres vocales
- Messe suédoise (pour solistes, chœur et orchestre)
- Cantates (Dixit dominus, Jubilate, O Gott, wir loben Dich)
- Hymnes (ex. Beati omnes)
- Psaumes de David pour une ou plusieurs voix et orchestre
- Environ 80 chants spirituels, d’après des Psaumes de David pour une ou plusieurs voix avec basse continue ou avec des ensembles plus importants.
- Plusieurs chants profanes, dont certains sur des poèmes de Jakob Frese, Olof von Dalin entre autres.

## Discographie
Plusieurs disques ont été consacrés à Roman par le label Musica Sveciae. Malheureusement, la plupart sont désormais introuvables, à part en téléchargement ou sur le marché de l'occasion. Signalons :
- Drottningholmsmusiken ; Drottningholms Barockensemble, dir. Nils-Erik Sparf ; 1994.
- Sonates en trio (Trios sonatas) BeRI 106, 107, 111, 114, 115 120 ; Trio Sonnerie (Monica Huggett, Sarah Cunningha, Gary Cooper) & Kreeta-Maria Kentala ; 1994.
- "Solo concertos", concertos pour violon BeRI 49 et 52, concerto pour hautbois BeRI 46, concerto pour flûte BeRI 54, concerto pour hautbois d'amour BeRI 53 ; Orchestra of the Age of Enlightenment (Elizabeth Wallfisch, Lisa Beznosiuk, Anthony Robson), dir. Anthony Halstead ; 1994.
- Cantates, Jubilate, Begravningskmusik over Frederik I, Te Deum ; Drottningholms Barockensemble, dir. Eric Ericsson ; 1993.
- Œuvre pour orgue : Lille Suite h-Moll par Wieland MEINHOLD sur l'orgue Compenius de la Michaeliskirche d'ERFURT (CD Motette 2004 n° 13291)
- Les douze sonates pour flûte traversière et basse continue (recueil de 1727) ont été enregistrées par Verena Fischer (flûte), Klaus-Dieter Brandt (violoncelle baroque) et Léon Berben (clavecin) pour le label Naxos (2 CD réunis, nº 8.570492-93, 2008)
- 12 Sonatas for Flute and B.C. par l'ensemble Musica ad Rhenum (Brilliant Classics, 2016)